# 임태희 (탁구 선수)
임태희(1945년 ~ 2024년 9월 14일)는 대한민국의 전 탁구 선수, 국제 심판이다. 1964년 한국 서울 아시아선수권대회에서 복식 동메달을 획득하였다.

## 가족 관계
- 딸: 이지영, 이아영, 이소영
- 사위: 오용세, 최원경, 김성웅
- 손: 오기환, 윤서, 기범, 최예지, 김도운, 도진